# Лидер оппозиции
Лидер оппозиции — глава крупнейшей по итогу последних парламентских выборов политической силы страны, не входящей в правительство. Также может использоваться в значении лидера внесистемной оппозиции вне парламента. Лидер оппозиции обычно рассматривается как альтернатива действующему главе исполнительной власти; в Вестминстерской системе он возглавляет конкурирующее альтернативное правительство, известное как теневой кабинет или передовая скамья оппозиции. Этот же термин также используется для обозначения лидера крупнейшей политической силы, не входящей в органы исполнительной власти, в субнациональных государственных, региональных и местных законодательных органах.
В некоторых странах, преимущественно в странах с парламентской демократией, является официальной государственной должностью. Во многих странах-членах Содружества наций полное наименование должности — Лидер Верной оппозиции Его Величества (англ. Leader of His Majesty's Most Loyal Opposition).

## Список лидеров оппозиции
- Лидер оппозиции Великобритании
- Лидер оппозиции в Австралии
- Лидер оппозиции Израиля
- Лидер официальной оппозиции в Канаде
  - Лидер оппозиции Канады в Сенате
- Лидер меньшинства (оппозиции) в Камбодже (2014—2017)
- Лидер оппозиции Таиланда
- Лидер оппозиции в Японии